# Milena Pires

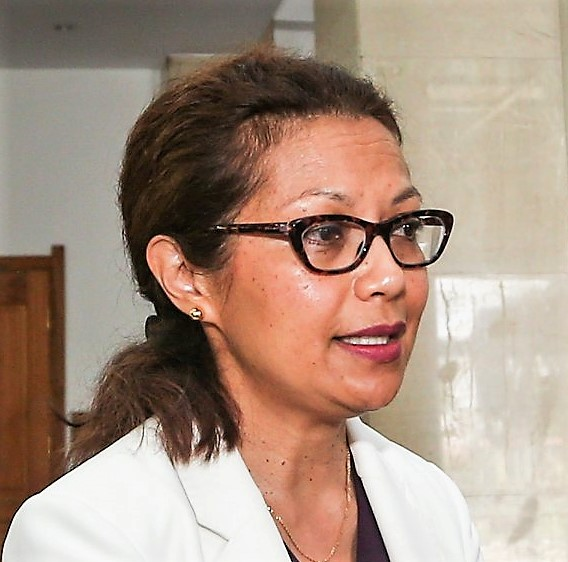
Milena Pires (2019)

Maria Helena Lopes de Jesus Pires (* 19. Juni 1966 in Dili, Portugiesisch-Timor) ist eine Rechtsanwältin, Politikerin und Diplomatin aus Osttimor.
Von 2007 bis 2012 war sie Mitglied des Staatsrats, Senior Policy Advisor des Vize-Premierministers für die Planung der Verwaltungsreform des Landes, Asia Policy Officer des Catholic Institute for International Relations (CIIR) und Beraterin für Folteropfer und Traumatisierte. Von 2016 bis 2021 war Pires die Ständige Vertreterin Osttimors bei den Vereinten Nationen.

## Werdegang

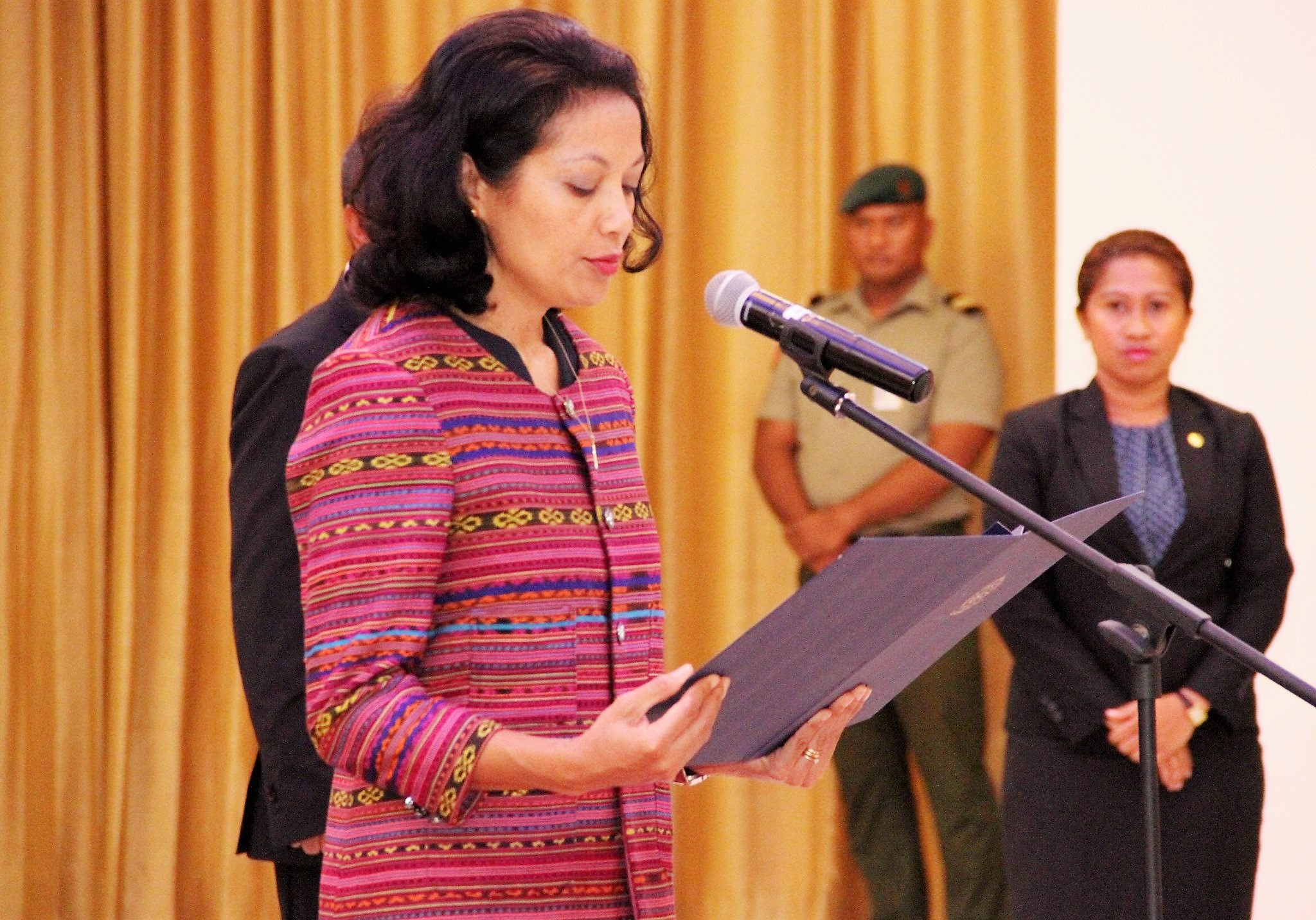
Milena Pires erhält ihre Akkreditierung als osttimoresische Botschafterin bei den Vereinten Nationen (2016)

Während der indonesischen Besatzungszeit ging Pires’ Familie ins Exil nach Australien, als Milena neun Jahre alt war. Milena Pires wuchs hier auf und studierte Soziologie und Englische Literatur. Sie hat einen Bachelor of Arts der australischen University of New England inne. Seit 1989 war sie in der osttimoresischen Unabhängigkeitsbewegung aktiv.
Von 2001 bis 2002 Mitglied war Pires der verfassunggebenden Versammlung und Vizepräsidentin des Nationalrates während der UN-Verwaltung Osttimors durch UNTAET. Danach war sie während der ersten Legislaturperiode Abgeordnete im Nationalparlament für die Partido Social Democrata PSD, sie gab ihr Mandat aber für den Posten beim UNIFEM auf. 2002 war Pires Wahlkampfleiterin für Xanana Gusmão, als er sich erfolgreich um das Amt des Staatspräsidenten bewarb. Pires’ Mann Zacarias da Costa war Hauptgeschäftsführer des Wahlkampfteams. Zwischen 2002 und 2007 war Pires Landes-Programmkoordinatorin der UNIFEM (United Nations Development Fund for Women) und für den Wiederaufbau des UNIFEM-Büros in Osttimor und den Beginn des Programms im Lande verantwortlich. Am 27. August 2007 wurde Pires vom Nationalparlament zum Mitglied des Staatsrats gewählt, dem sie bis 2012 angehörte. Von 2007 bis 2008 war sie Koordinatorin für den Justizbereich des Nationalen Berichts 2008. Von 2008 bis 2009 arbeitete Pires für die Asia Foundation im Justice Facility Program.
2010 wurde Pires als Expertin in den UN-Ausschuss für die Beseitigung der Diskriminierung der Frau gewählt. Sie war Mitglied vom 1. Januar 2011 bis 2014. Von 2013 bis 2016 war sie Gründungsmitglied des Centre for Women and Gender. Danach arbeitete sie als politische Chefberaterin für den Handelsminister und Chefberaterin für den Vizepremierminister Mário Viegas Carrascalão im Bereich Staatsverwaltung.
2016 erhielt Pires von Staatspräsident Taur Matan Ruak die Ernennung zur Ständigen Vertreterin Osttimors bei den Vereinten Nationen. Die Akkreditierung erfolgte am 12. April 2016. Das Amt gab Pires 2021 auf, um am 8. Dezember 2021 anzukündigen, dass sie bei den Präsidentschaftswahlen in Osttimor 2022 als unabhängige Kandidatin antreten wolle. Pires schied in der ersten Runde der Wahlen aus. Sie hatte nur 5.430 Stimmen (0,8 %) erhalten.
2023 wurde Pires von Präsident José Ramos-Horta zu einem Mitglied der Staatsrats ernannt.

## Sonstiges
Milena Pires ist die Enkelin von Manuel Jesus Pires. Der ältere von Pires’ Brüdern starb 1999 beim Kirchenmassaker von Suai. Sein Leichnam wurde nie gefunden. Mit ihrem Mann Zacarias da Costa, dem ehemaligen Außenminister Osttimors, hat sie einen Sohn.
Pires spricht Tetum, Portugiesisch, Englisch und etwas Französisch und Spanisch. Sie ist Mitglied in verschiedenen Organisationen zur Verteidigung der Frauenrechte, so vom osttimoresischen Frauennetzwerk Rede Feto Timor Lorosae und im Direktorium der Alola Foundation. Hier gilt sie auch außerhalb ihres Landes als Autorität. Pires hat mehrere Artikel über Menschenrechte, insbesondere Frauenrechte, Gleichstellung der Geschlechter und das Recht auf politische Teilhabe, in Büchern und internationalen Magazinen veröffentlicht. Eines der Hauptprobleme in Osttimor, gegen das Pires vorgeht, ist die weit verbreitete häusliche Gewalt.